# Erigoninae
Sous-famille
Genres de rang inférieur
- Alioranus
- Blaniargus
- Ceratinella
- Ceratinopsis
- Cineta
- Entelecara
- Erigone
- Erigonoplus
- Gonatium
- Gongylidiellum
- Hybocoptus
- Maso
- Mecopisthes
- Mecynargus
- Metopobactrus
- Minyriolus
- Oedothorax
- Pelecopsis
- Plaesianillus
- Tapinocyba
- Trichoncus
- Trichopterna
- Walckenaeria

Les Erigoninae Emerton, 1882, sont une sous-famille d'araignées aranéomorphes de la famille des Linyphiidae. Il s'agit d'un taxon très diversifié, comprenant plus de 2000 espèces dans le monde. Le genre Erigone est le plus répandu.

## Description
Les Erigoninae sont des araignées sombres de très petite taille (dépassant rarement 2 mm, parfois moins de 1 mm). 
Chez certaines espèces, les mâles ont sur leur céphalothorax des excroissances en relief parfois surprenant. Leur fonction exacte reste mal comprise, mais pourrait permettre à la femelle de s'agripper au mâle lors de la copulation. L'abdomen est subglobuleux, de forme ovale.